# ستيفن كلوشلارك
ستيفن كلوشلارك (مواليد 27 يناير 1895 - الوفاة 08 فبراير 1980)